# فرانكو أوروزكو
فرانكو أوروزكو (بالإسبانية: Franco Orozco)‏ هو لاعب كرة قدم أرجنتيني في مركز الهجوم، ولد في 2002 في إيزيزا في الأرجنتين.

## وصلات خارجية
- فرانكو أوروزكو على موقع قاعدة بيانات كرة القدم.إي يو (الإنجليزية)
- فرانكو أوروزكو على موقع Soccerway.com (الإنجليزية)
- فرانكو أوروزكو على موقع عالم كرة القدم.نت (الإنجليزية)